# الواحد (أسماء الله الحسنى)
الواحد هو من أسماء الله الحسنى في الإسلام، ومعناه: الفرد الأول الذي لا نظير له ولا مثل، المتفرد في ذاته وصفاته وأفعاله وألوهيته.

## في القرآن الكريم
قد ورد في القرآن الكريم أكثر من عشرين مرة، واقترن في ستة منها بالقهار، منها:
- ﴿قُلْ مَنْ رَبُّ السَّمَاوَاتِ وَالْأَرْضِ قُلِ اللَّهُ قُلْ أَفَاتَّخَذْتُمْ مِنْ دُونِهِ أَوْلِيَاءَ لَا يَمْلِكُونَ لِأَنْفُسِهِمْ نَفْعًا وَلَا ضَرًّا قُلْ هَلْ يَسْتَوِي الْأَعْمَى وَالْبَصِيرُ أَمْ هَلْ تَسْتَوِي الظُّلُمَاتُ وَالنُّورُ أَمْ جَعَلُوا لِلَّهِ شُرَكَاءَ خَلَقُوا كَخَلْقِهِ فَتَشَابَهَ الْخَلْقُ عَلَيْهِمْ قُلِ اللَّهُ خَالِقُ كُلِّ شَيْءٍ وَهُوَ الْوَاحِدُ الْقَهَّارُ ۝١٦﴾ سورة الرعد:16
- ﴿يَوْمَ هُمْ بَارِزُونَ لَا يَخْفَى عَلَى اللَّهِ مِنْهُمْ شَيْءٌ لِمَنِ الْمُلْكُ الْيَوْمَ لِلَّهِ الْوَاحِدِ الْقَهَّارِ ۝١٦﴾ سورة غافر:16
- ﴿قُلْ أَيُّ شَيْءٍ أَكْبَرُ شَهَادَةً قُلِ اللَّهُ شَهِيدٌ بَيْنِي وَبَيْنَكُمْ وَأُوحِيَ إِلَيَّ هَذَا الْقُرْآنُ لِأُنْذِرَكُمْ بِهِ وَمَنْ بَلَغَ أَئِنَّكُمْ لَتَشْهَدُونَ أَنَّ مَعَ اللَّهِ آلِهَةً أُخْرَى قُلْ لَا أَشْهَدُ قُلْ إِنَّمَا هُوَ إِلَهٌ وَاحِدٌ وَإِنَّنِي بَرِيءٌ مِمَّا تُشْرِكُونَ ۝١٩﴾ سورة الأنعام:19

## الأقوال في معناه

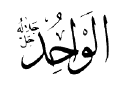
تخطيط اسم الله الواحد جل جلاله

- قال ابن عثيمين :[2]«الواحد هو الفرد الذي لم يزل وحده، ولم يكن معه آخر، وهو الفرد المتفرد في ذاته وصفاته وأفعاله وألوهيته، فهو واحد في ذاته لا يتجزأ أو لا يتفرق، أحد صمد لم يلد ولم يولد، ولم يكن له كفواً أحد. وهو واحد في صفاته لا شبيه له على الوجه اللائق به من غير أن يماثله أحد فيما يختص به وهو واحد في أفعاله لا شريك له. واحد في ألوهيته لا معبود حق إلا هو»
- قال الزجاجي :[3]«الواحد: الفرد الأول الذي لا نظير له ولا مثل كقولهم فلان واحد قومه في الشرف أو الكرم أو الشجاعة وما أشبه ذلك. أي لا نظير له في ذلك ولا مساجل»

## الفرق بين الواحد والأحد
يفرق العلماء بين الواحد والأحد من وجوه:
- أن الواحد اسم لمفتتح العدد، فيقال: واحد واثنان وثلاثة. أما أحد فينقطع معه العدد فلا يقال: أحد اثنان ثلاثة.
- أن الأحد في النفي أعم من الواحد، فيقال: ما في الدار واحد، ويجوز أن يكون هناك اثنان أو ثلاثة أو أكثر. أما لو قال: ما في الدار أحد فهو نفي وجود الجنس بالمرة، فليس فيها أحد ولا اثنان ولا ثلاثة ولا أكثر ولا أقل.
- لفظ الواحد يمكن جعله وصفًا لأي شيء أريد، فيصح القول: رجل واحد، وثوب واحد، ولا يصح وصف شيء في جانب الإثبات بأحد إلا الله الأحد: ﴿قُلْ هُوَ اللَّهُ أَحَدٌ ۝١﴾ [الإخلاص:1] فلا يقال: رجل أحد ولا ثوب أحد فكأن الله عز وجل استأثر بهذا النعت.